# Palác U Stýblů
Palác U Stýblů, zvaný též palác Alfa, se nachází v Praze na Václavském náměstí. Jedná se o jeden z nejrozsáhlejších paláců na Václavském náměstí – sedmipatrovou funkcionalistickou budovu, která je chráněná jako kulturní památka.

## Historie

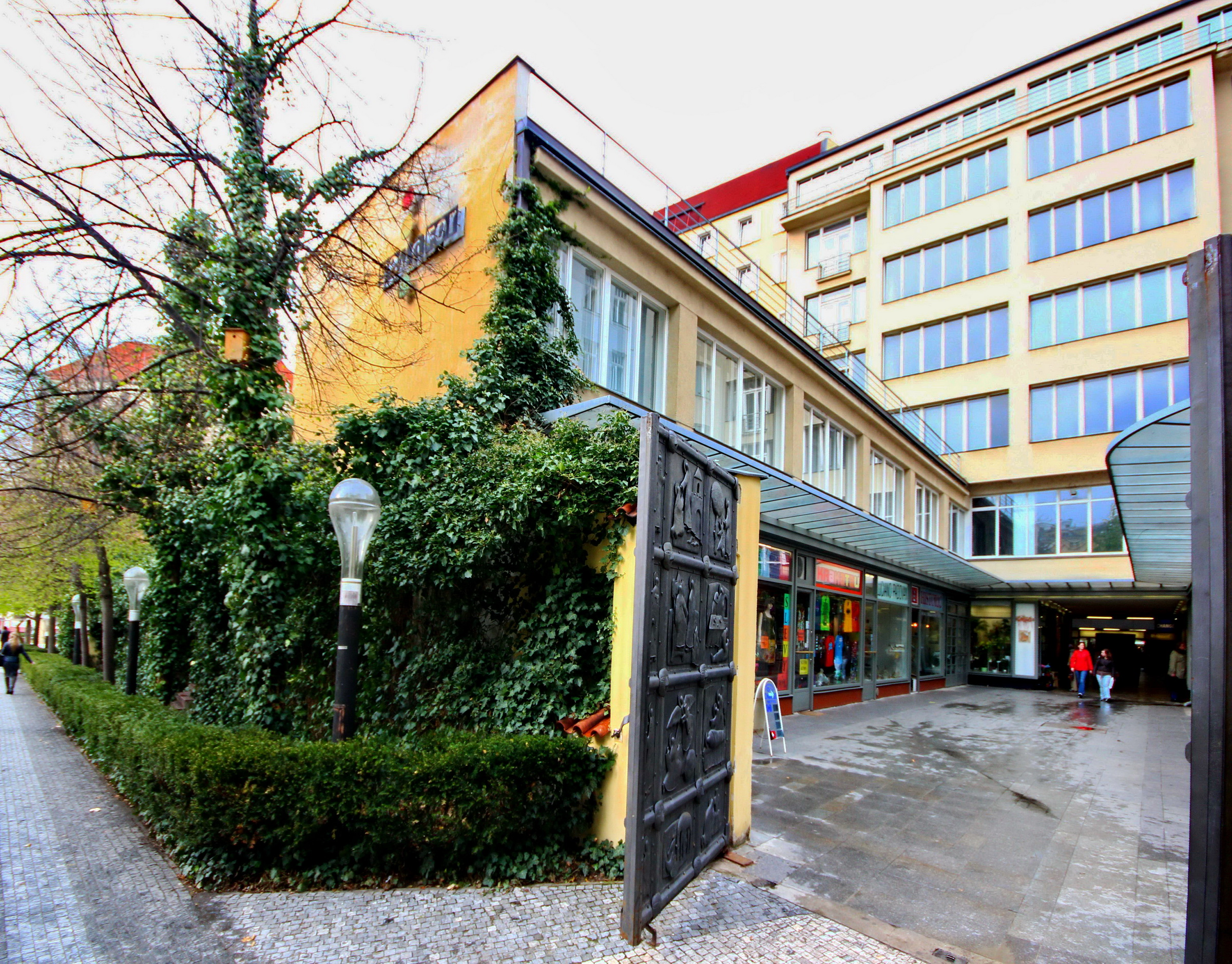
Palác Alfa, pohled do stejnojmenné pasáže paláce z Františkánské zahrady

Svůj název má podle původního majitele z období první republiky. Vybudován byl jako železobetonový skelet v letech 1928 a 1929 architekty Ludvíkem Kyselou a Janem Jarolímem. Na jeho místě se nacházely dva nízké domy, ne nepodobné těm, které na palác U Stýblů navazují, kde sídlilo nakladatelství a knihkupectví založené Bedřichem Stýblem roku 1844. V rámci multifunkčního objektu fungovala taneční kavárna Boulevard, později Alfa, kterou vedl Jan Machálek, nacházela se tam obchodní pasáž a horní patra sloužila jako kanceláře.
V 60. letech prošla budova první rekonstrukcí; v roce 2012 probíhala již druhá.